# Kamerunische Streitkräfte
Die Kamerunischen Streitkräfte (englisch Cameroon Armed Forces; französisch Forces armées camerounaises) sind das Militär der Republik Kamerun und teilen sich in Landstreitkräfte, Luftstreitkräfte, Marine und eine paramilitärische Gendarmerie auf.
Im Jahr 2020 betrugen die Militärausgaben, bei 25.400 Soldaten, rund 408 Millionen $.

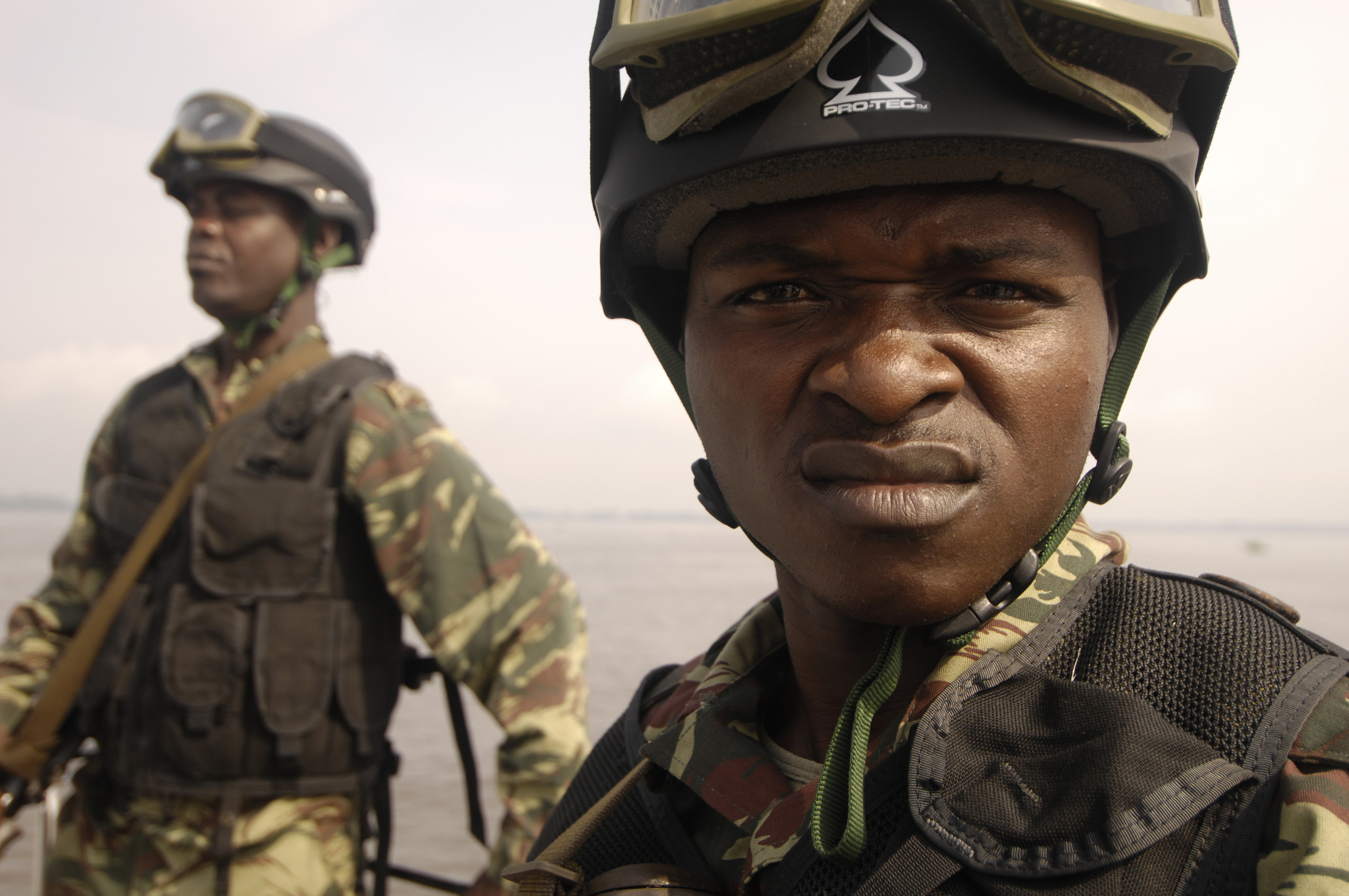
Kamerunische Soldat des Bataillon spécial amphibie der Brigade d’intervention rapide bei der multinationalen Übung RECAMP V, 2006

Das Militär und die Gendarmerie sind in allen acht administrativen Regionen, auf Grund der Spannungen mit Nigeria wegen der Bakassi-Halbinsel aber verstärkt an der nigerianischen Grenze präsent. Der Oberbefehl über beide Organisationen untersteht de facto direkt dem Präsidenten (Paul Biya).

## Einsätze
In dem Dorf Menka nahe Bamenda wurden am 27. Mai 2018 mindestens 22 Menschen in einem Hotel von den Streitkräften getötet. Dabei soll es sich nach Regierungsangaben um Terroristen gehandelt haben. Seit Ende 2016 gehen die Streitkräfte gegen Separatisten vor, die eine Abspaltung des englischsprachigen Nordwesten Kameruns vom französischsprachigen Rest des Landes fordern und im Oktober 2017 eine „Republik Ambazonia“ ausriefen.
Des Weiteren sind die kamerunischen Streitkräfte, mit insgesamt 767 Soldaten, an den UN-Missionen MINUSCA, MONUSCO und MINUSMA beteiligt.

## Marine
Kameruns Marine besteht aus ungefähr 1.500 Soldaten und hat ihren Hauptstützpunkt in der Stadt Douala. Die Marine verfügt über folgende Ausrüstung:
Patrouillenboote
- 1× Dipikar (Klasse Flamant)
- 2× Le Ntem
- 2× Aresa 2400
- 2× Aresa 3200
- 2× Rodman 101
- 4× Rodman 46
- 1× Quartier
- 2× Swift-38

Landungsfahrzeuge
- 2× Typ–067
- 1× Aresa 2300
- 1× Le Moungo

## Luftstreitkräfte

Die Kokarde der kamerunischen Luftstreitkräfte orientiert sich an der Flagge Kameruns

Die offizielle Bezeichnung der Luftstreitkräfte Kameruns ist Cameroonian Air Force oder L' Armée de l'Air du Cameroun. Die Ausrüstung ist vorwiegend aus den Ländern der Europäischen Union (v. a. Frankreich und Italien) sowie aus den USA und Kanada. Der Aufbau der Luftstreitkräfte erfolgte sofort nach der Unabhängigkeit des Landes in den 1960er Jahren. Den Grundstock bildeten damals die Typen Dassault MD.315 Flamant (fünf Maschinen), Max Holste Broussard (sieben Maschinen) sowie Dornier Do 28 (vier Stück), welche inzwischen außer Dienst sind.

## Heer
Die Territorialarmee mit Hauptquartier in Jaunde gliedert sich in folgende Einheiten:
- ein Garde-Bataillon des Präsidenten
- sechs Infanterie-Brigaden
- elf Infanterie-Bataillone
- ein gepanzertes Aufklärungs-Bataillon
- ein Artillerie-Regiment
- fünf Pionier-Regimente
- zwei Fallschirmjäger-Bataillone
- ein Flugabwehr-Regiment
- ein Amphibisches-Bataillon
- sechs Bataillon d’intervention rapide
- eine Brigade d’intervention rapide

### Ausrüstung
Die Ausrüstung der kamerunischen Armee ist vorwiegend französischer, amerikanischer und israelischer Herkunft.

#### Fahrzeuge

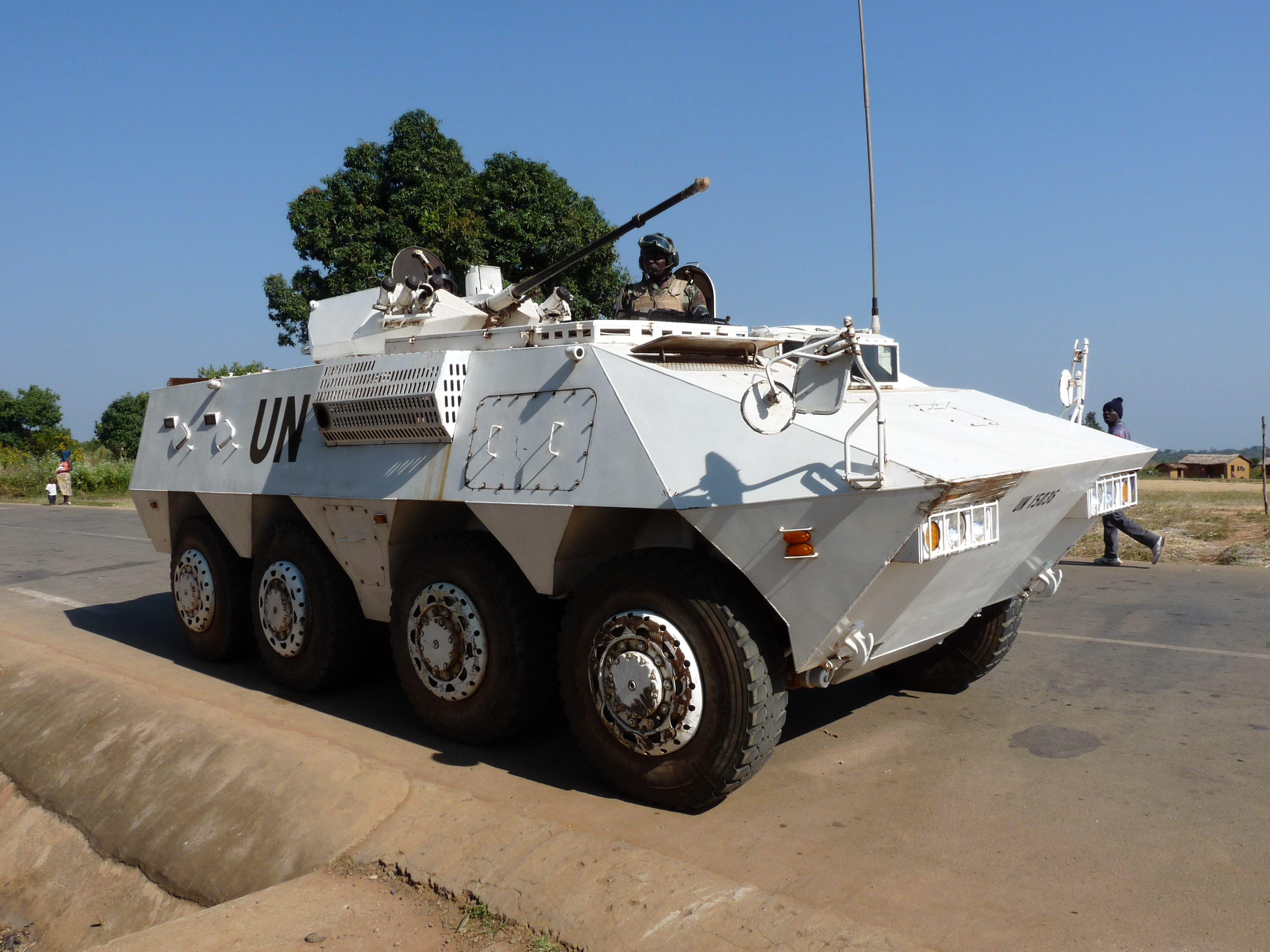
Schützenpanzer Typ 07P in der Zentralafrikanischen Republik

| Typ                   | Herkunft                     | Funktion                              | Version   | Anzahl |
| --------------------- | ---------------------------- | ------------------------------------- | --------- | ------ |
| AMX-10 RC             | Frankreich                   | Spähpanzer                            |           | 6      |
| WZ551                 | Volksrepublik China          | Mannschaftstransporter Bergepanzer    | PTL02 ARV | 12+    |
| Panhard AML           | Frankreich                   | Spähpanzer                            | AML 90    | 31     |
| Ferret                | Vereinigtes Königreich       | Spähpanzer                            |           | 15     |
| M8 Greyhound          | Vereinigte Staaten           | Spähpanzer                            |           | 8      |
| RAM-2000              | Israel                       | Spähpanzer                            |           | 5      |
| Véhicule Blindé Léger | Frankreich                   | Spähpanzer                            |           | 5      |
| M706                  | Vereinigte Staaten           | Schützenpanzer Mannschaftstransporter | LAV-150   | 43     |
| Ratel                 | Südafrika                    | Schützenpanzer                        | Ratel-20  | 12     |
| Typ 07P               | Volksrepublik China          | Schützenpanzer                        |           | ca. 8  |
| M3                    | Vereinigte Staaten           | Mannschaftstransporter                |           | ca. 12 |
| Bastion Patsas        | Frankreich                   | Mannschaftstransporter                | APC       | 15     |
| Gaia                  | Israel                       | MRAP                                  | Thunder   | 16     |
| Cougar                | Vereinigte Staaten           | Mehrzweckfahrzeug                     | 4×4       | 6      |
| Panthera T6           | Vereinigte Arabische Emirate | Mehrzweckfahrzeug                     |           |        |

#### Panzerabwehrwaffen
| Typ          | Herkunft               | Funktion                                  |
| ------------ | ---------------------- | ----------------------------------------- |
|              |                        | Panzerabwehrlenkwaffen auf Jeeps montiert |
| MILAN        | Frankreich Deutschland | Panzerabwehrlenkwaffe                     |
| Typ 52 (M20) | Vereinigte Staaten     | Rückstoßfreies Geschütz                   |
| M40A2        | Vereinigte Staaten     | Rückstoßfreies Geschütz                   |

#### Artillerie
| Typ            | Herkunft                        | Kaliber | Funktion         | Anzahl |
| -------------- | ------------------------------- | ------- | ---------------- | ------ |
| ATMOS 2000     | Israel                          | 155 mm  | Panzerartillerie | 18     |
| M101           | Vereinigte Staaten              | 105 mm  | Haubitze         | 20     |
| M-1982         | Sowjetunion Volksrepublik China | 130 mm  | Kanone           | 24     |
| Soltam M-71    | Israel                          | 155 mm  | Haubitze         | 8      |
| BM-21 Grad     | Sowjetunion                     | 122 mm  | Raketenwerfer    | 20     |
|                |                                 | 81 mm   | Mörser           |        |
| Thomson-Brandt | Frankreich                      | 120 mm  | Mörser           | 19     |

#### Flugabwehr

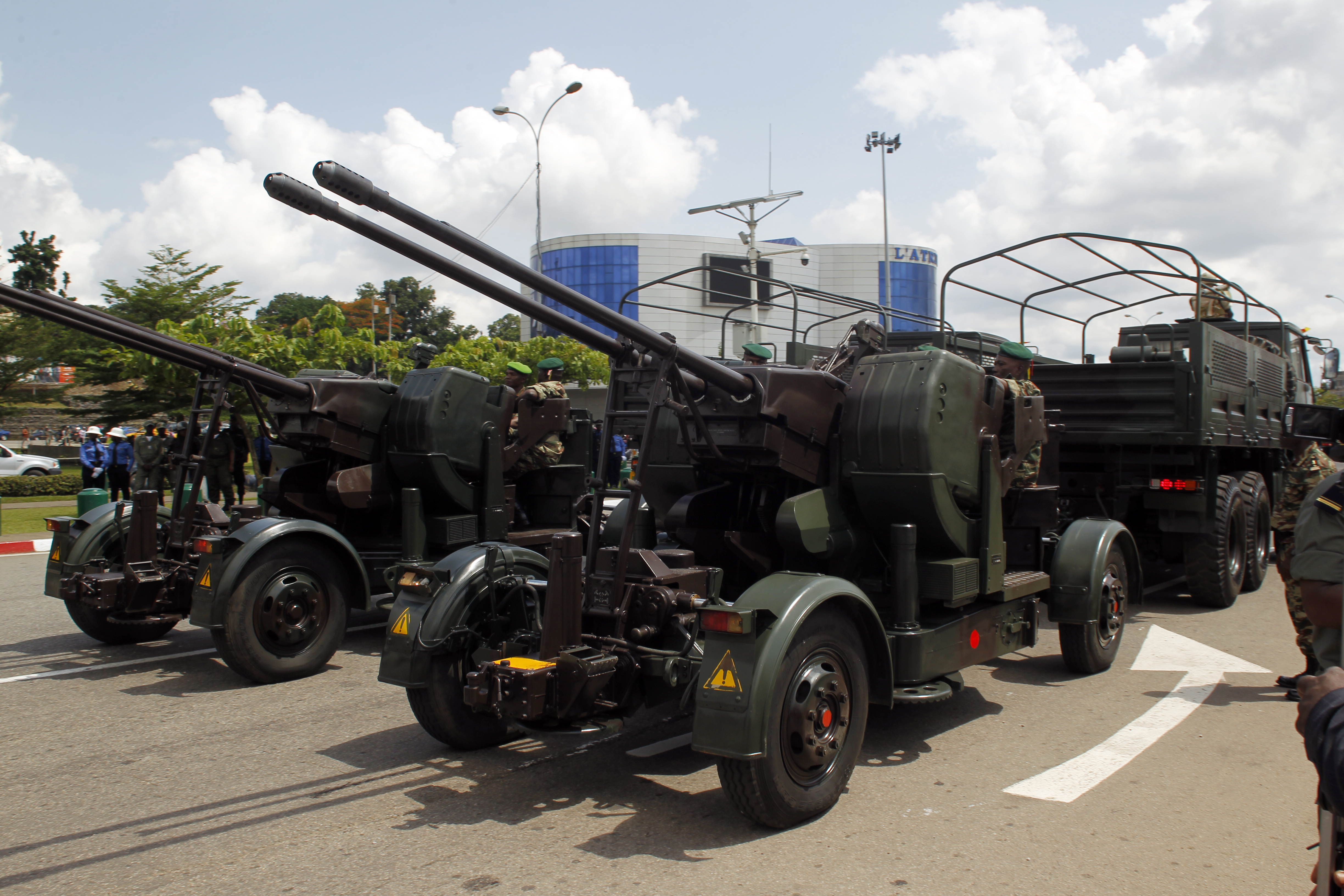
Flugabwehrkanone des Typs GDF-002 in Service der kamerunischen Streitkräfte

| Typ      | Herkunft            | Funktion           | Anzahl |
| -------- | ------------------- | ------------------ | ------ |
| RBY MK 1 | Israel              | Flugabwehrfahrzeug |        |
| ZPU-2    | Sowjetunion         | Maschinengewehr    | 18     |
| GDF-002  | Schweiz             | Flugabwehrkanone   | 18     |
| Typ 63   | Volksrepublik China | Flakpanzer         | 18     |